# Halte Almere Strand
Strand, ook Hollandsebrug genoemd, is een halte van de buslijnen 322 en 323 van R-net Almere in het stadsdeel Almere Poort in de Nederlandse gemeente Almere, nabij het Almeerderstrand, het Zilverstrand en de Hollandse Brug. Deze ligt aan de A6, tussen deze snelweg en de spoorlijn. De genoemde stranden zijn bereikbaar door onderdoorgangen onder respectievelijk de spoorlijn en de snelweg. 
Halte Almere Strand was een tijdelijke spoorweghalte daar in de buurt, die slechts geopend was tijdens evenementen op het Almeerderstrand. De perrons lagen aan weerszijden van het spoor en waren opgebouwd uit steigerbuizen met houten platen. Het station was gebouwd in opdracht van de gemeente Almere. ProRail richtte zich op het onderhoud. De tijdelijke halte is afgebroken in het weekend van 6 en 7 oktober 2012 in verband met de opening van station Almere Poort op 9 december 2012. Tijdens evenementen op het Almeerderstrand rijden sindsdien bussen tussen Station Almere Poort en het strand.
Station Almere Strand werd op 1 mei 1996 voor het eerst geopend als station "Libelle Zomerkamp" en na een maand weer gesloten. Van 1 juni t/m 31 juli 1999 was het weer geopend als station "Almere Muiderstrand" (verkorting: Mst). Sinds mei 2001 werd het station onder de huidige naam elk jaar geopend gedurende de Libelle Zomerweek en tijdens andere evenementen op het Almeerderstrand.
Het tijdelijke perron werd in oktober 2012 verwijderd, waarmee het station werd gesloten. Per 9 december 2012 (bij het ingaan van dienstregeling 2013) werd Almere Poort geopend, dat enkele honderden meters verderop ligt.

## Evenementen waarbij het station geopend was
- Libelle Zomerweek
- Concerten op het Almeerderstrand

0: Weesp · 
7: Almere Strand ·
12: Almere Poort ·
13: Almere Muziekwijk ·
15: Almere Centrum ·
17: Almere Parkwijk ·
20: Almere Buiten ·
22: Almere Oostvaarders ·
38: Lelystad Zuid ·
40: Lelystad Centrum
Almere:
-Buiten ·
-Centrum ·
-Muziekwijk ·
-Oostvaarders ·
-Parkwijk ·
-Poort ·
Dronten ·
Lelystad Centrum